# المسجد المحمدي

## التسمية
بدأت أعمال البناء في 30 يونيو 1934, برعاية السلطان محمد الخامس ، الذي سمي المسجد باسمه تكريماً له قرب مسجد مولاي يوسف الذي بناه والده في حي الحبوس الجديد بالدار البيضاء.

## البناء
شارك السلطان محمد الخامس برفقة ولي العهد مولاي الحسن  والصدر الأعظم المقري في وضع الحجر الأساس  لورشة البناء، والذي حضره جمهور غفير بحضور شخصيات بما في ذلك باشا المقري وناظر الحبوس السرغيني.
قام السلطان بزيارة موقع الاشغال الذي أشرف عليه المقاول السلاوي محمد بن عمر في أغسطس 1934، وأشرف على الاشغال شخصيا. هناك لاحظ سرعة العمل، حيث قام بتعبئة ما يصل إلى "300 عامل يوميًا في الورش,.
تم افتتاح المسجد خلال حفل كبير ترأسه السلطان وولي العهد مولاي الحسن في يوم الجمعة 12 يونيو 1936 ، وحضر الخطبة والصلاة فيه.
يعتبر من أكبر مسجد بني في هذه الفترة وأحد أكبر المساجد في المغرب حينها، ويمكن مقارنته بمسجد القرويين في فاس من ناحية المعمار، أو مسجد الكتبية في مراكش ، أو المسجد الكبير في سلا. بلغت تكلفة المشروع 2 مليون فرنك، وتقدر تكاليف صيانته السنوية بـ 50 ألف فرنك.

## خصيات

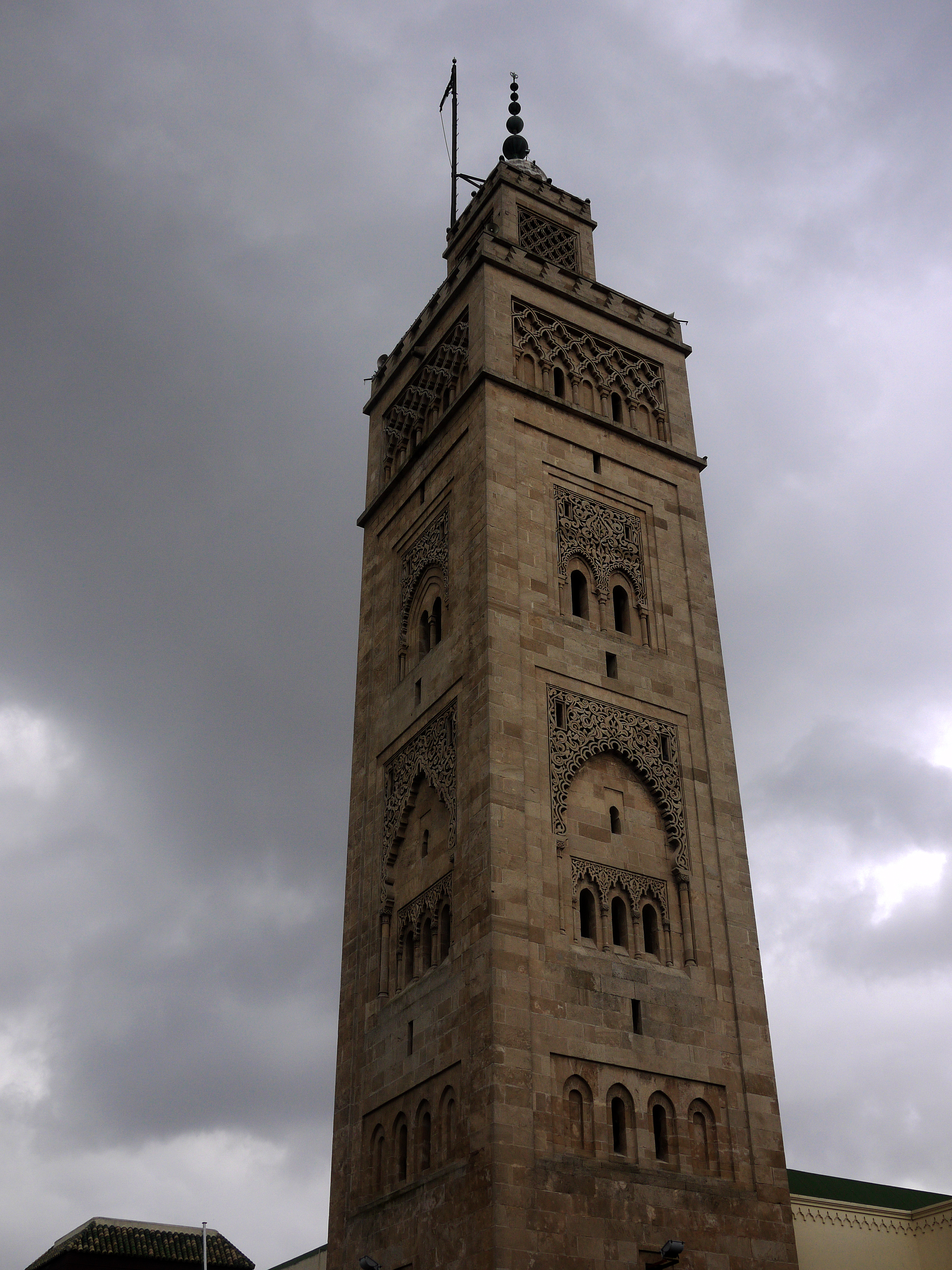
منظر للمئذنة

يرتبط تصميم المبنى بالعمارة الإسلامية المغربية التقليدية، بمساهمة اثنين من المقاولين المغاربة محمد بن عمر عباد وبمساعدة الحرفيين من سلا للأعمال والبناء والحصير والمنبر ، ومن مكناس وفاس للأعمال الخشبية والزليج، ومن الدار البيضاء للأعمال الحديدية ومن مراكش للجبص.
يغطي المبنى الذي يحتوي على 11 بوابة مساحة تبلغ حوالي 420 م2  ، منها 4200 مترًا مربعًا مخصصة لقاعة الصلاة. كما يبلغ طول المسجد نحو 85 متراً من الشرق إلى الغرب. و يبلغ عرضه 65 متراً من الشمال إلى الجنوب.
ارتفاع الأكوام يتراوح بين 7 إلى 8 أمتار. ويمكن أن يستوعب ما يصل إلى 6000 مصلي في المسجد والساحة. ويبلغ ارتفاع المئذنة 56 متراً وتغطي مساحة من الأرض قدرها 100 متر مربع. كما يبلغ وزن الثريا الكبيرة طنًا. وتحتوي على 450 مصباحًا كهربائيًا.
وتذكر مئذنة المسجد بمآذن المساجد الموحدية  وصحنها صحن جامع القرويين.
يحتوي المسجد على قاعة صلاة رئيسية وعدد من الملحقات بما في ذلك مدرسة وسكن للإمام والموقت وسكن للطلبة. بعد ذلك جاء إنشاء مكتبات حول المسجد كان من شأنه المساهمة في جعل حي الحبوس مركزا للمعرفة الدينية في الدار البيضاء.

## المسجد اليوم
في عام 2007 خضع المسجد لأعمال ترميم واسعة قامت بها وزارة الأوقاف والشؤون الإسلامية. تضمنت هذه الأشغال ترميم السقف، بالإضافة إلى إصلاح المنشآت وشبكة المياه والكهرباء بالكامل داخل المسجد.
أدى الملك محمد السادس صلاة الجمعة  وصلاة العيد  في المسجد في عدة مناسبات قي السنوات الأخيرة.